# Pisaura lama
Pisaura lama là một loài nhện trong họ Pisauridae.
Loài này thuộc chi Pisaura. Pisaura lama được Friedrich Wilhelm Bösenberg & Embrik Strand miêu tả năm 1906.